# پمبروک پاینز (فلوریدا)
پمبروک پاینز (به انگلیسی: Pembroke Pines) شهری در شهرستان برووارد ایالت فلوریدا است که در سال ۱۹۶۰ بنیان‌گذاری شده‌است. این شهر طبق سرشماری سال ۲۰۱۰ میلادی، ۱۵۵٬۲۵۲ نفر جمعیت داشته و مساحت آن نیز ۸۹٫۲ کیلومتر مربع است.